# Sainte-Souline
Sainte-Souline est une commune du Sud-Ouest de la France, située dans le département de la Charente (région Nouvelle-Aquitaine).

## Géographie

### Localisation et accès
Sainte-Souline est une petite commune du Sud Charente située à 6 km au nord de Brossac et 33 km au sud-ouest d'Angoulême.
Elle est aussi à 11 km au sud de Blanzac, 12 km à l'ouest de Montmoreau, 13 km au nord-ouest de Chalais et 15 km au sud-est de Barbezieux.
À l'écart des routes importantes, la commune est desservie par de petites routes départementales. Hormis la D 7 entre Brossac et Blanzac qui passe au sud et à l'est de la commune, le relief nord-sud impose quelques routes dans cette direction. La D 130 passe près du bourg, à la Grande Croix, située sur une telle crête. Le bourg lui-même est sur le flanc est.
La D 20 (D 7 au nord) entre Chalais et Blanzac passe à l'est de la commune, à Saint-Félix. La D 24, de Montmoreau à Barbezieux, passe au nord de la commune, à 3,5 km et la D 731, route de Chalais à Barbezieux, passe à 5 km au sud-ouest.

### Hameaux et lieux-dits
Le bourg de Sainte-Souline n'est pas plus important que les autres hameaux qui composent la commune : Chez Bouchet, Lérignac, Chez Bobe, etc..

### Communes limitrophes
|          | Poullignac     |             |
| Berneuil | Sainte-Souline | Saint-Félix |
| Passirac | Châtignac      |             |

### Géologie et relief

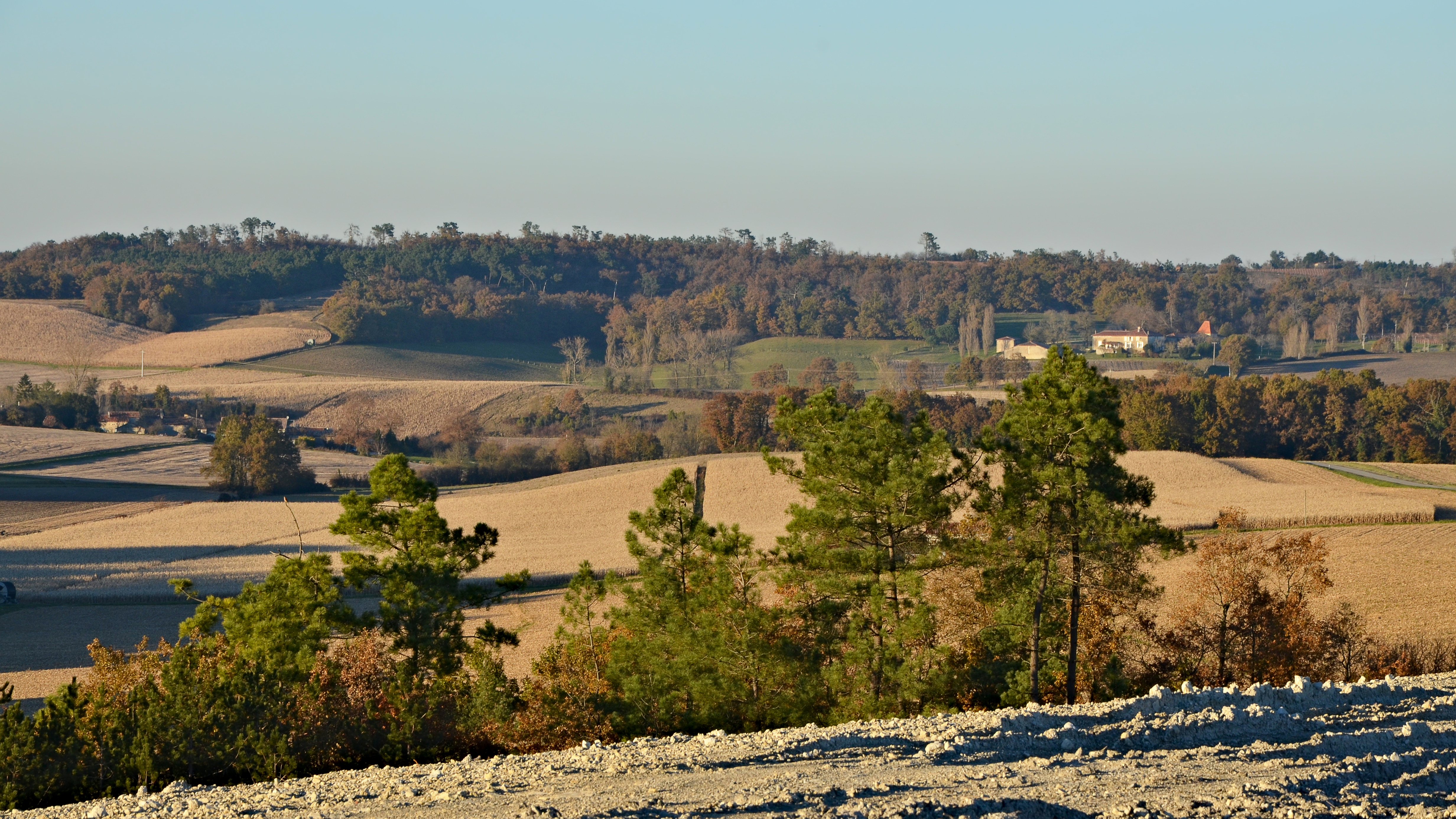
Vallonnements au nord de la commune.

Géologiquement, la commune est dans le Campanien (Crétacé supérieur), calcaire crayeux et marneux, qui occupe une grande partie du Sud Charente. Le sommet boisé au sud-ouest de la commune, au sud de chez Gautreau, est occupé par des dépôts du Tertiaire, consistant en argile et petits galets,,.
Son territoire est assez vallonné, et fait partie des coteaux du Montmorélien.
Le point culminant de la commune est situé au sud, aux Hautes Lunettes (186 m). Le Gros Roc est à 176 m. Le point le plus bas (98 m) est situé en limite de commune de Poullignac au nord de Lérignac. Le bourg s'étage entre 140 et 150 m d'altitude.

### Hydrographie

#### Réseau hydrographique

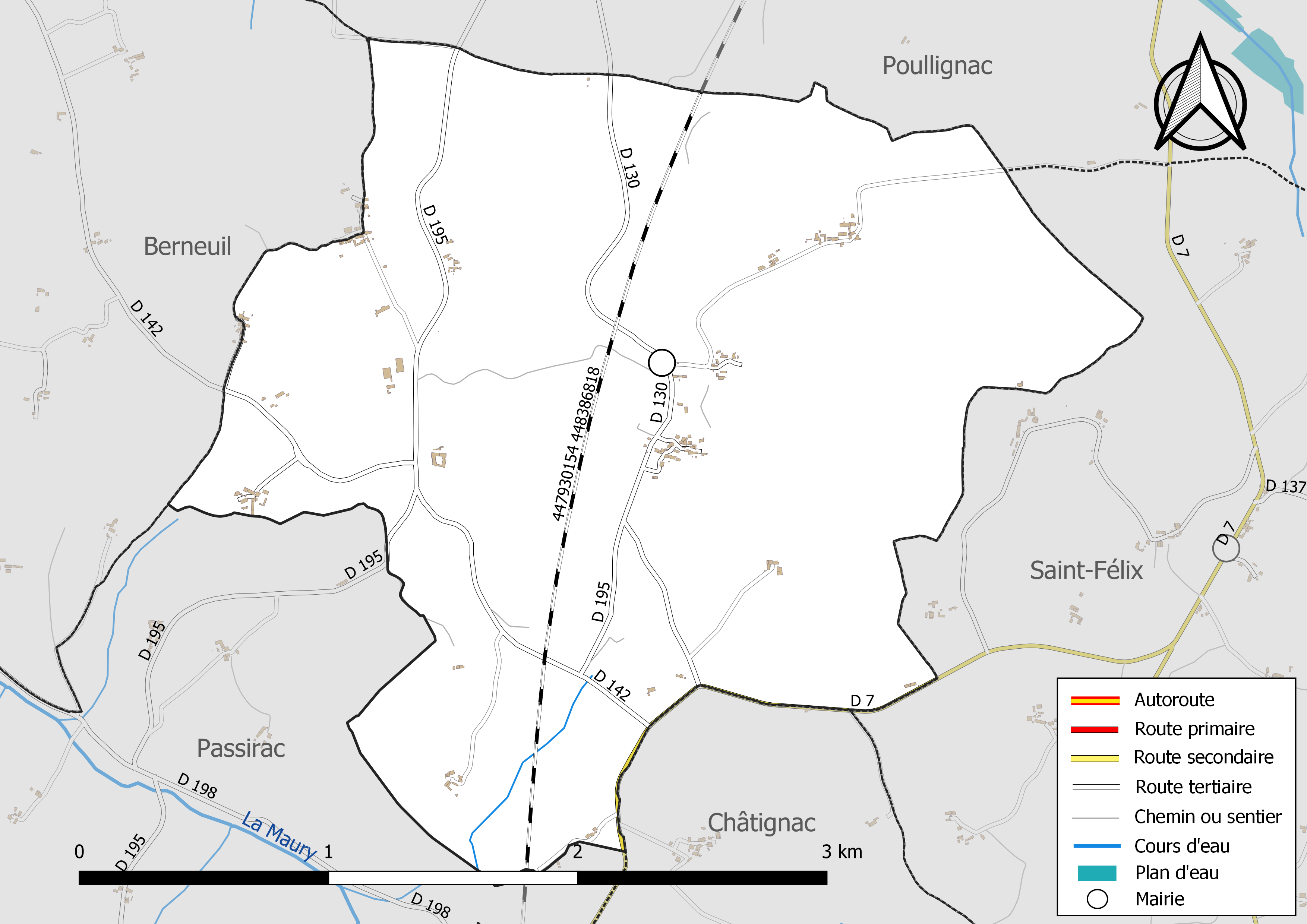
Réseaux hydrographique et routier de Sainte-Souline.

La commune est située dans le bassin versant de la Charente et  le bassin de la Dordogne au sein du Bassin Adour-Garonne. Elle est drainée par des petits cours d'eau, qui constituent un réseau hydrographique de 1 km de longueur totale,.
Aucun cours d'eau permanent ne traverse la commune. Toutefois, quelques retenues d'eau sont dans les vallons, comme dans celui du Resourdi.
Toute la commune est dans le bassin versant de la Charente, car ses eaux s'écoulent vers la Maury, affluent du Né.

#### Gestion des eaux
Le territoire communal est couvert par les schémas d'aménagement et de gestion des eaux (SAGE) « Charente » et « Isle - Dronne ». Le SAGE « Charente», dont le territoire correspond au bassin de la Charente, d'une superficie de 9 300 km2, a été approuvé le 19 novembre 2019. La structure porteuse de l'élaboration et de la mise en œuvre est l'établissement public territorial de bassin Charente. Le SAGE « Isle - Dronne», dont le territoire regroupe les bassins versants de l'Isle et de la Dronne, d'une superficie de 7 500 km2, a été approuvé le 2 août 2021. La structure porteuse de l'élaboration et de la mise en œuvre est l'établissement public territorial de bassin de la Dordogne (EPIDOR). Ils définissent chacun sur leur territoire les objectifs généraux d’utilisation, de mise en valeur et de protection quantitative et qualitative des ressources en eau superficielle et souterraine, en respect des objectifs de qualité définis dans le troisième SDAGE  du Bassin Adour-Garonne qui couvre la période 2022-2027, approuvé le 10 mars 2022.

### Climat
Comme dans les trois quarts sud et ouest du département, le climat est océanique aquitain.

## Urbanisme

### Typologie
Au 1er janvier 2024, Sainte-Souline est catégorisée commune rurale à habitat très dispersé, selon la nouvelle grille communale de densité à 7 niveaux définie par l'Insee en 2022.
Elle est située hors unité urbaine et hors attraction des villes,.

### Occupation des sols
L'occupation des sols de la commune, telle qu'elle ressort de la base de données européenne d’occupation biophysique des sols Corine Land Cover (CLC), est marquée par l'importance des territoires agricoles (91,3 % en 2018), une proportion identique à celle de 1990 (91,3 %). La répartition détaillée en 2018 est la suivante : 
terres arables (60,7 %), zones agricoles hétérogènes (30,6 %), forêts (8,7 %). L'évolution de l’occupation des sols de la commune et de ses infrastructures peut être observée sur les différentes représentations cartographiques du territoire : la carte de Cassini (XVIIIe siècle), la carte d'état-major (1820-1866) et les cartes ou photos aériennes de l'IGN pour la période actuelle (1950 à aujourd'hui).

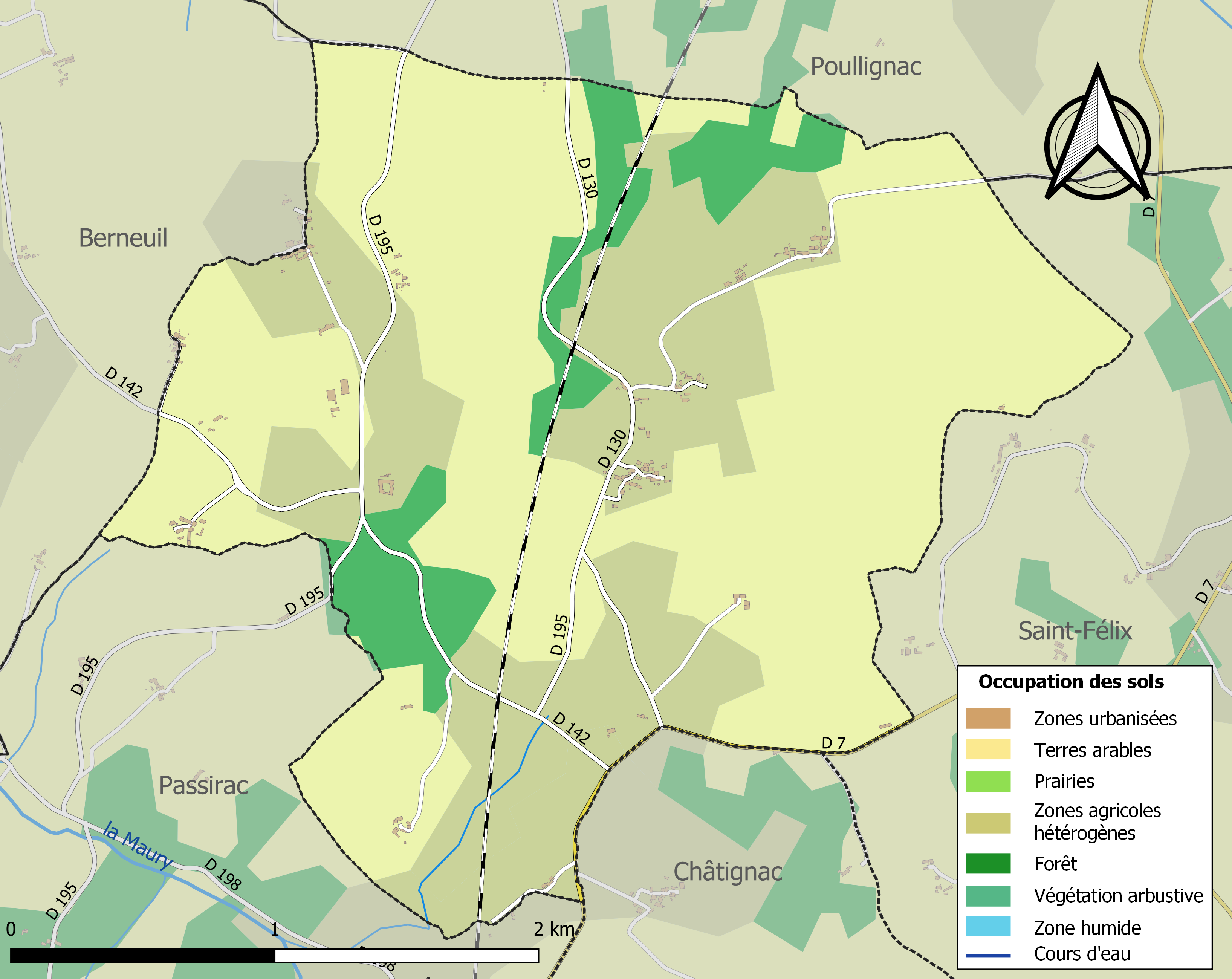
Carte des infrastructures et de l'occupation des sols de la commune en 2018 (CLC).

### Risques majeurs
Le territoire de la commune de Sainte-Souline est vulnérable à différents aléas naturels : météorologiques (tempête, orage, neige, grand froid, canicule ou sécheresse) et séisme (sismicité faible). Un site publié par le BRGM permet d'évaluer simplement et rapidement les risques d'un bien localisé soit par son adresse soit par le numéro de sa parcelle.

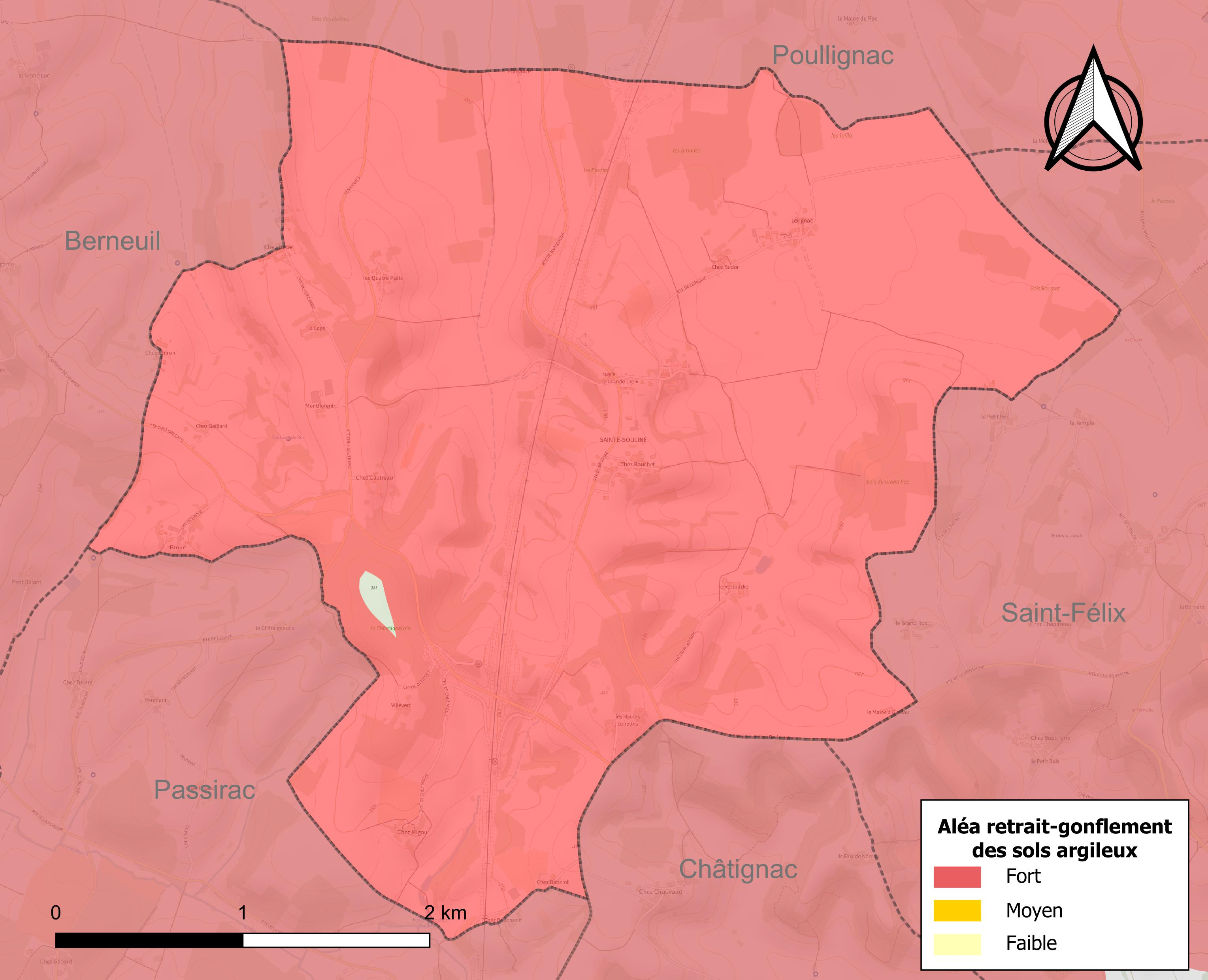
Carte des zones d'aléa retrait-gonflement des sols argileux de Sainte-Souline.

Le retrait-gonflement des sols argileux est susceptible d'engendrer des dommages importants aux bâtiments en cas d’alternance de périodes de sécheresse et de pluie. 99,8 % de la superficie communale est en aléa moyen ou fort (67,4 % au niveau départemental et 48,5 % au niveau national). Sur les 82 bâtiments dénombrés sur la commune en 2019,  82 sont en aléa moyen ou fort, soit 100 %, à comparer aux 81 % au niveau départemental et 54 % au niveau national. Une cartographie de l'exposition du territoire national au retrait gonflement des sols argileux est disponible sur le site du BRGM,.
Par ailleurs, afin de mieux appréhender le risque d’affaissement de terrain, l'inventaire national des cavités souterraines permet de localiser celles situées sur la commune.
La commune a été reconnue en état de catastrophe naturelle au titre des dommages causés par les inondations et coulées de boue survenues en 1982 et 1999. Concernant les mouvements de terrains, la commune a été reconnue en état de catastrophe naturelle au titre des dommages causés par des mouvements de terrain en 1999.

## Toponymie
Le nom est attesté sous la forme ancienne, en latin, Sancta Solempnia en 1302.
Souline viendrait de Solemnia qui était le nom d'une chrétienne martyre du Berry (IVe ou IXe siècle), et qui a donné Solange et Solène, plus rarement Souline. Solemnia voulait se consacrer à Dieu.; elle fut assassinée par un jeune homme qu'elle se refusait à épouser. Solina, du Poitou, également vierge et martyre, mourut à Chartres au IIIe siècle,.
Pendant la Révolution, Sainte-Souline s'est appelé La Côte.

## Histoire
Quelques traces de l'époque romaine ont été trouvées sur la commune, dont des substructions avec dallage au lieu-dit Chez Bedon, au nord-est du bourg.
La commune compte quelques logis anciens.

## Administration

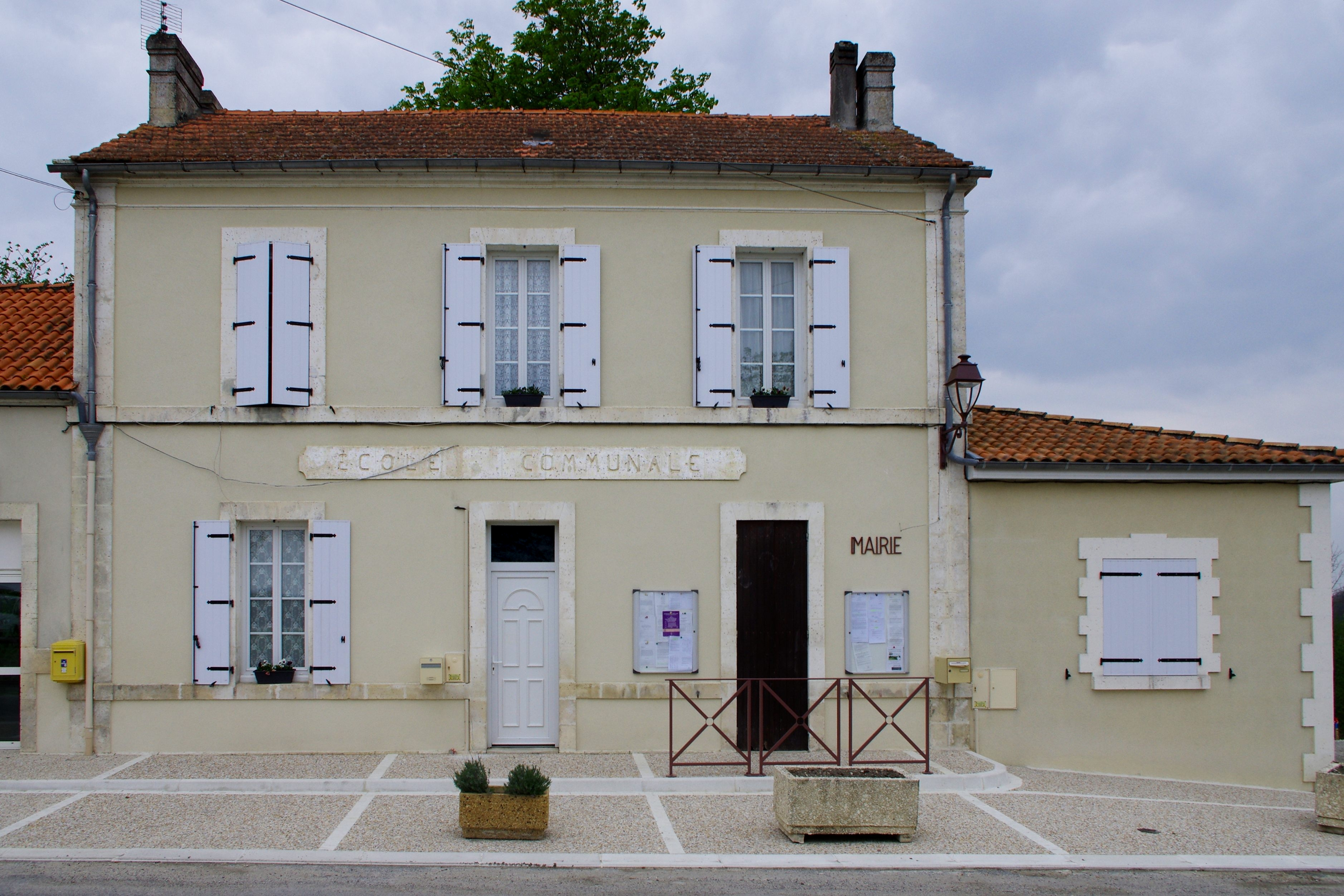
La mairie.

| Période                                  | Période  | Identité        | Étiquette | Qualité     |
| ---------------------------------------- | -------- | --------------- | --------- | ----------- |
| Les données manquantes sont à compléter. |          |                 |           |             |
| depuis 2001                              | En cours | Christian Gohin | SE        | Agriculteur |

## Démographie

### Évolution démographique
L'évolution du nombre d'habitants est connue à travers les recensements de la population effectués dans la commune depuis 1793. Pour les communes de moins de 10 000 habitants, une enquête de recensement portant sur toute la population est réalisée tous les cinq ans, les populations de référence des années intermédiaires étant quant à elles estimées par interpolation ou extrapolation. Pour la commune, le premier recensement exhaustif entrant dans le cadre du nouveau dispositif a été réalisé en 2007.

En 2022, la commune comptait 116 habitants, en évolution de +1,75 % par rapport à 2016 (Charente : −0,48 %, France hors Mayotte : +2,11 %).
| 1793 | 1800 | 1806 | 1821 | 1831 | 1841 | 1846 | 1851 | 1856 |
| ---- | ---- | ---- | ---- | ---- | ---- | ---- | ---- | ---- |
| 414  | 370  | 372  | 403  | 365  | 366  | 360  | 368  | 360  |

| 1861 | 1866 | 1872 | 1876 | 1881 | 1886 | 1891 | 1896 | 1901 |
| ---- | ---- | ---- | ---- | ---- | ---- | ---- | ---- | ---- |
| 361  | 360  | 305  | 324  | 306  | 280  | 261  | 252  | 264  |

| 1906 | 1911 | 1921 | 1926 | 1931 | 1936 | 1946 | 1954 | 1962 |
| ---- | ---- | ---- | ---- | ---- | ---- | ---- | ---- | ---- |
| 261  | 262  | 238  | 231  | 232  | 233  | 190  | 167  | 190  |

| 1968 | 1975 | 1982 | 1990 | 1999 | 2006 | 2007 | 2012 | 2017 |
| ---- | ---- | ---- | ---- | ---- | ---- | ---- | ---- | ---- |
| 159  | 112  | 121  | 104  | 113  | 123  | 124  | 111  | 118  |

| 2022 | - | - | - | - | - | - | - | - |
| ---- | - | - | - | - | - | - | - | - |
| 116  | - | - | - | - | - | - | - | - |

D’après le recensement Insee de 2007, Sainte-Souline compte 124 habitants (soit une augmentation de 10 % par rapport à 1999).

### Pyramide des âges
La population de la commune est relativement âgée.
En 2018, le taux de personnes d'un âge inférieur à 30 ans s'élève à 28 %, soit en dessous de la moyenne départementale (30,2 %). À l'inverse, le taux de personnes d'âge supérieur à 60 ans est de 31,3 % la même année, alors qu'il est de 32,3 % au niveau départemental.
En 2018, la commune comptait 56 hommes pour 62 femmes, soit un taux de 52,54 % de femmes, légèrement supérieur au taux départemental (51,59 %).
Les pyramides des âges de la commune et du département s'établissent comme suit.
| Hommes | Classe d’âge | Femmes |
| ------ | ------------ | ------ |
| 0,0    | 90 ou +      | 1,6    |
| 7,1    | 75-89 ans    | 9,7    |
| 21,4   | 60-74 ans    | 22,6   |
| 26,8   | 45-59 ans    | 22,6   |
| 16,1   | 30-44 ans    | 16,1   |
| 14,3   | 15-29 ans    | 11,3   |
| 14,3   | 0-14 ans     | 16,1   |

| Hommes | Classe d’âge | Femmes |
| ------ | ------------ | ------ |
| 1      | 90 ou +      | 2,7    |
| 9,2    | 75-89 ans    | 12     |
| 20,6   | 60-74 ans    | 21,3   |
| 20,7   | 45-59 ans    | 20,3   |
| 16,8   | 30-44 ans    | 16     |
| 15,6   | 15-29 ans    | 13,4   |
| 16,1   | 0-14 ans     | 14,3   |

## Économie

### Agriculture
La viticulture occupe une petite partie de l'activité agricole. La commune est située dans les Bons Bois, dans la zone d'appellation d'origine contrôlée du cognac.

## Lieux et monuments

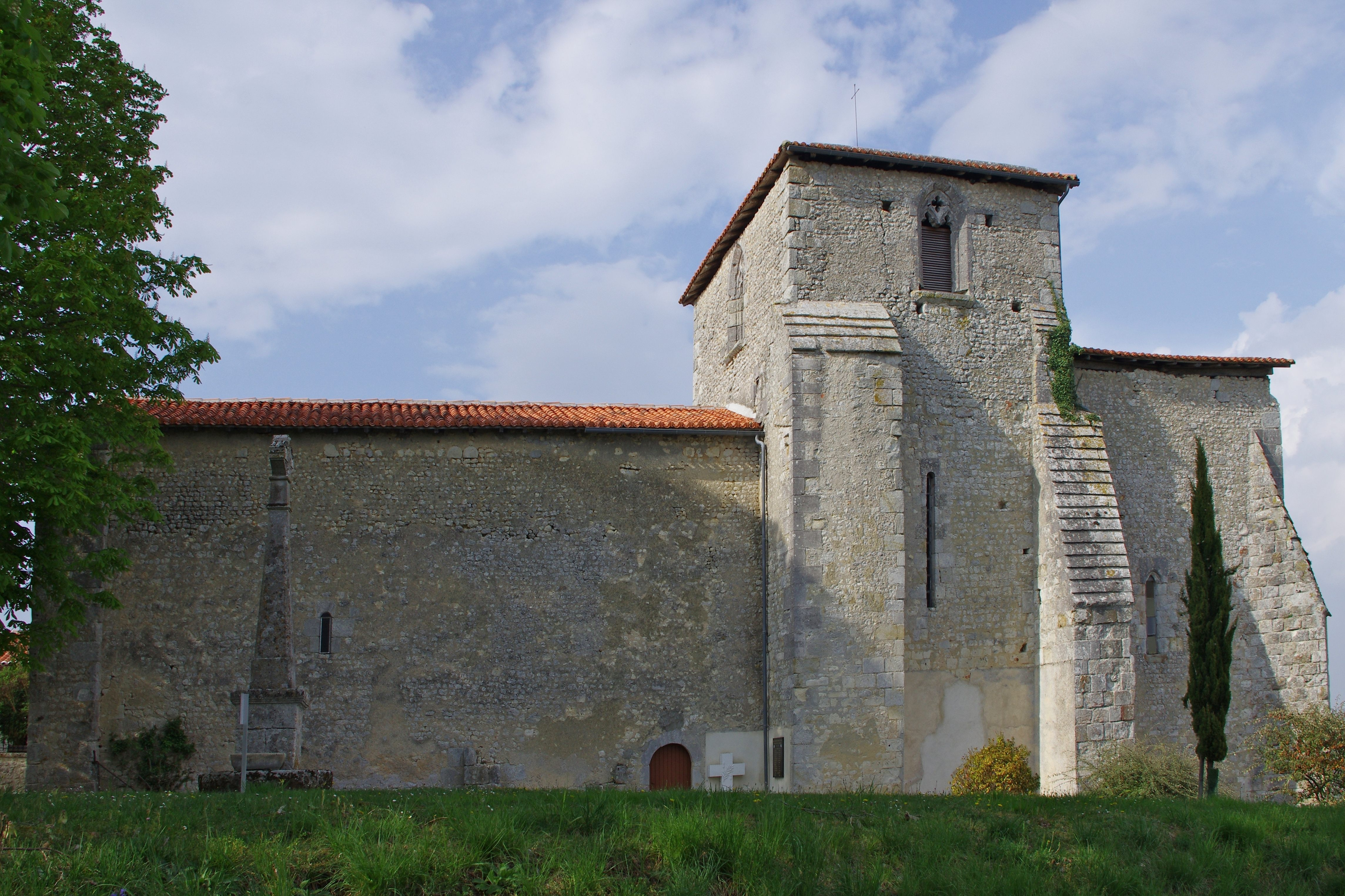
L'église.

L'église paroissiale Sainte-Souline date du XIIe siècle, mais a subi des dommages pendant les guerres de religion. Elle a été remaniée au XIVe siècle, ainsi qu'en 1843 où l'on a refait les voûtes de la nef. Le presbytère date de 1668,.
La commune possède également un patrimoine bâti ancien.